# كأس إيطاليا 1971–72
كأس إيطاليا 1971-72 (بالإيطالية: Coppa Italia 1971-1972) هو الموسم 25 من كأس إيطاليا. أقيم خلال الفترة 29 أغسطس 1971 وحتى 5 يوليو 1972، وأشرف على تنظيمه اتحاد إيطاليا لكرة القدم، وكان عدد الأندية المشاركة فيه 36، وفاز فيه ميلان.